# Плавающий город
«Пла́вающий го́род» (фр. Une ville flottante) — научный роман французского писателя Жюля Верна, близкий к художественному репортажу. Написан в 1870 году. Входит в цикл «Необыкновенные путешествия».

## Публикации
- Первая публикация романа — с 9 августа по 6 сентября 1870 года, в журнале «Journal des Débats politiques et littéraires».
- В виде отдельной книги роман вышел 17 июля 1871 года, в неё также был включен рассказ «Прорвавшие блокаду».
- Иллюстрированное издание (44 иллюстрации Жюля Фера, гравированных Паннмакером и Хилдибраном), также включавшее рассказ «Прорвавшие блокаду», вышло 10 октября 1871 года. А 31 октября 1872 года вышел шестой «сдвоенный» том «Необыкновенных путешествий», включивший в себя данный роман и роман «Приключения трёх русских и трёх англичан»[2].

## Сюжет
Книга разбита на 39 глав. Роман повествует о путешествии из Европы в Америку на борту океанского лайнера «Грейт Истерн».

## Маршрут персонажей
1. Ливерпуль
2. Клир-Айленд
3. Нью-Йорк
4. Гудзон
5. Олбани
6. Рочестер
7. Ниагара-Фолс
8. Ниагарский водопад
9. Баффало
10. Эри
11. Нью-Йорк
12. Брест
13. Париж

## Герои
- Элен Годжес
- Фабиан Мак-Эльвин
- Арчибальд Корсикан
- доктор Дэн Питфферж
- Гарри Дрэйк

## Хронология событий
События романа начинаются 18 марта 1867 года, а заканчиваются 29 апреля. Путешествие на «Грейт Истерне» происходит с 26 марта по 9 апреля.

## Факты
- На создание романа Жюля Верна вдохновило плавание от Ливерпуля до Нью-Йорка, которое он совершил со своим братом Полем в марте-апреле 1867 года на крупнейшем пароходе своего времени «Грейт Истерн».
- Хронология событий в романе в точности совпадает с календарными датами путешествия автора в Америку.
- Корабль, превышающий водоизмещением «Грейт Истерн», был построен только через пятьдесят лет — это была «Лузитания».